# Craig T. Nelson
Craig Theodore Nelson (sinh ngày 4 tháng 4 năm 1944) là một diễn viên, nghệ sĩ hài độc thoại người Mỹ. 

## Danh sách phim

### Điện ảnh
| Năm  | Tên                            | Vai                                    | Ghi chú             |
| ---- | ------------------------------ | -------------------------------------- | ------------------- |
| 1971 | The Return of Count Yorga      | Sgt. O'Connor                          |                     |
| 1974 | Flesh Gordon                   | The Monster (lồng tiếng)               | Không được ghi danh |
| 1979 | ...And Justice for All         | Frank Bowers                           |                     |
| 1980 | Stir Crazy                     | Deputy Ward Wilson                     |                     |
| 1980 | The Formula                    | Geologist #2                           |                     |
| 1980 | Where the Buffalo Roam         | Cop on Stand                           |                     |
| 1980 | Private Benjamin               | Capt. William Woodbridge               |                     |
| 1982 | Poltergeist                    | Steven Freeling                        |                     |
| 1983 | Man, Woman and Child           | Bernie Ackerman                        |                     |
| 1983 | Silkwood                       | Winston                                |                     |
| 1983 | All the Right Moves            | Nickerson                              |                     |
| 1983 | The Osterman Weekend           | Bernard Osterman                       |                     |
| 1984 | The Killing Fields             | Major Reeves                           |                     |
| 1986 | Poltergeist II: The Other Side | Steven Freeling                        |                     |
| 1987 | Rachel River                   | Marlyn Huutula                         |                     |
| 1988 | Action Jackson                 | Peter Dellaplane                       |                     |
| 1988 | Me and Him                     | Peter Aramis                           |                     |
| 1989 | Born on the Fourth of July     | Marine Officer                         |                     |
| 1989 | Red Riding Hood                | Sir Godfrey / Percival                 |                     |
| 1989 | Turner & Hooch                 | Chief Howard Hyde                      |                     |
| 1989 | Troop Beverly Hills            | Fred Nefler                            |                     |
| 1996 | Ghosts of Mississippi          | Ed Peters                              |                     |
| 1996 | I'm Not Rappaport              | The Cowboy                             |                     |
| 1997 | The Devil's Advocate           | Alexander Cullen                       |                     |
| 1997 | Wag the Dog                    | Senator John Neal                      | Không được ghi danh |
| 2000 | The Skulls                     | Litten Mandrake                        |                     |
| 2001 | All Over Again                 | Cole Twain                             |                     |
| 2004 | The Incredibles                | Bob Parr / Mr. Incredible (lồng tiếng) |                     |
| 2005 | The Family Stone               | Kelly Stone                            |                     |
| 2007 | Blades of Glory                | Coach                                  |                     |
| 2009 | The Proposal                   | Joe Paxton                             |                     |
| 2010 | The Company Men                | James Salinger                         |                     |
| 2011 | Soul Surfer                    | Dr. Robinsky                           |                     |
| 2015 | Get Hard                       | Martin Barrow                          |                     |
| 2016 | Gold                           | Kenny Wells                            |                     |
| 2018 | Book Club                      | Bruce                                  |                     |
| 2018 | Incredibles 2                  | Bob Parr / Mr. Incredible (lồng tiếng) | Hậu kỳ              |